# Ruđa
Ruđa (em cirílico: Руђа) é uma vila da Sérvia localizada no município de Tutin, pertencente ao distrito de Ráscia, na região de Stari Vlah e Sanjaco. A sua população era de 71 habitantes segundo o censo de 2011.

## Demografia
| 1948 | 1953 | 1961 | 1971 | 1981 | 1991 | 2002 | 2011 |
| ---- | ---- | ---- | ---- | ---- | ---- | ---- | ---- |
| 158  | 172  | 144  | 158  | 173  | 155  | 103  | 71   |